# Per Brändström
Per Brändström, född 21 mars 1803 och död 4 juli 1874, var en svensk ämbetsman.
Per Brändström föddes i Göteborg som son till grosshandlaren Carl Erik Brändström och Johanna Vilhelmina Bratt. Han ingick 1822 som extraordinarie kanslist i kanslistyrelsens expedition och justitierevisionen, samt som auskultant i Svea hovrätt.
1831 blev han kanslist i kommerskollegium, och blev i november 1833 utsedd till generalkonsul i Neu-Vorpommern och Mecklenburg-Schwerin, och samtidigt förestå postkomissarietjänsten i Greifswald efter den förrymde Johan Fredrik af Lundblad
1837 blev han protokollssekreterare i Kunglig Majestäts kansli, och utnämndes 1842 till protokollssekreterare i civildepartementets expedition, och blev 1843 förste expeditionssekreterare i kungliga kansliet och 1848 expeditionschef i civildepartementet.
Efter att ha utrett postbalansen efter Lundblad, 1839 biträtt svenska ministern i Berlin vid uppgörandet av en ny postkonvention med Preussen och 1846 biträtt vid avslutandet av en dylik konvention med Ryssland, förordnades han längre fram till svensk kommissarie vid konst- och industriutställningen i Paris 1855, och utnämndes 1862 till generaldirektör och chef för svenska telegrafverket